# Чорноморець (стадіон)
Стадіо́н «Чорномо́рець» (колишня назва «Центра́льний стадіо́н ЧМП») — футбольний стадіон в Одесі. Кількість глядацьких місць — 34 164. Стадіон відкрито 18 травня 1936 року, а після останньої повної реконструкції — 19 листопада 2011 року.

## Історія стадіону

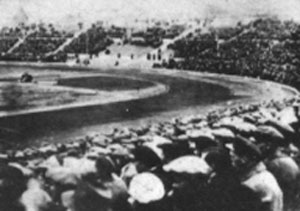
Стадіон ім. С. В. Косіора, 1936 рік

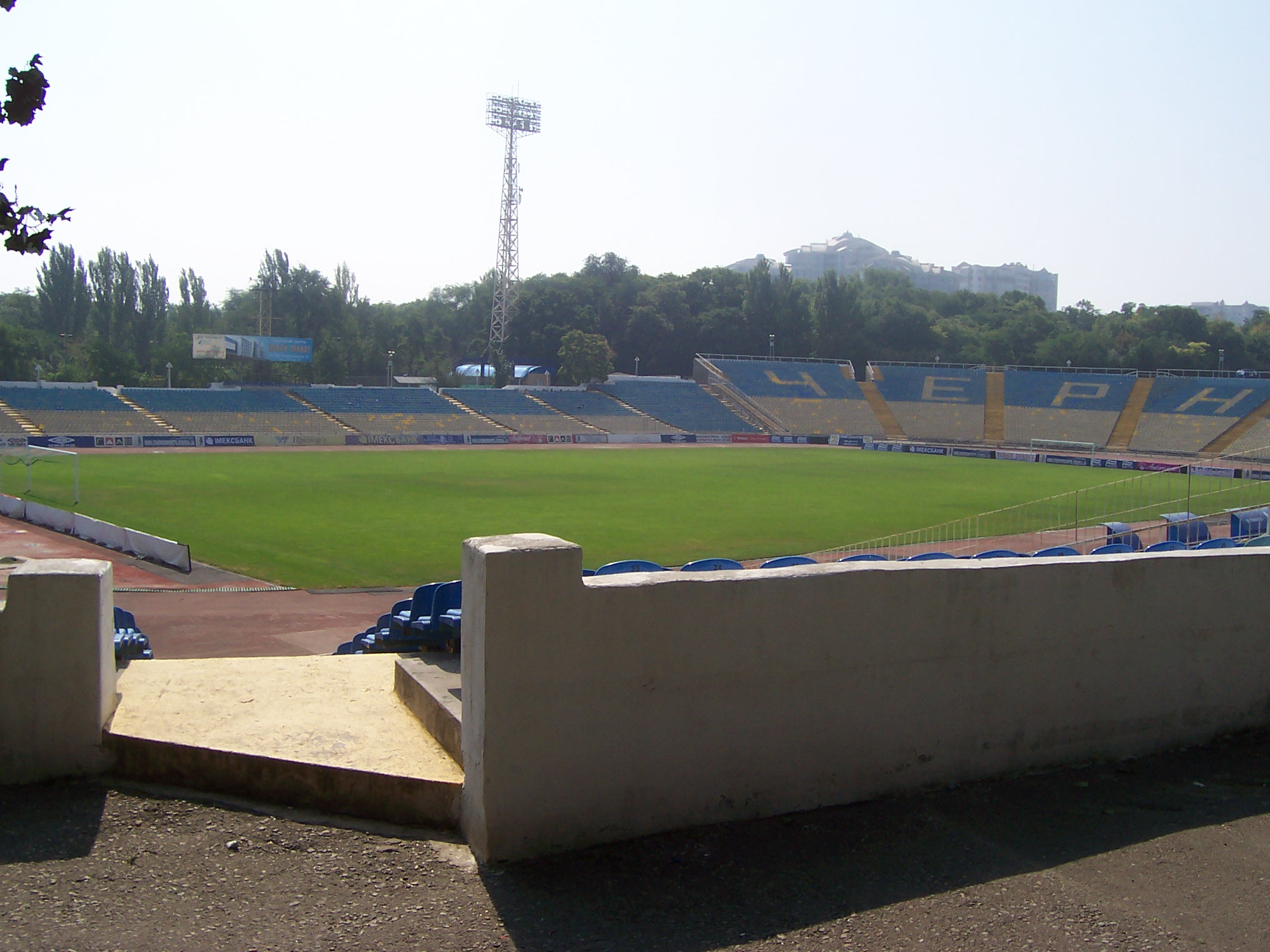
Стадіон «Чорноморець» до реконструкції 2011 року

Будівництво спортивної арени розпочалося в 1925 році. Стадіон був відкритий 18 травня 1936 року і названий на честь першого секретаря ЦК КП(б)У Станіслава Косіора, який був присутній на урочистому відкритті. Урочистості завершилися футбольним матчем між збірними Одеси та Дніпропетровська, у якому перемогу здобули господарі з рахунком 1:0. Згодом Косіора було репресовано і назву довелося змінити на «Стадіон парку імені Шевченка». Найбільша спортивна споруда на півдні України — Центральний стадіон «Чорноморець» — є місцем, знаковим не тільки для Одеси, але і для всього футболу нашої країни. У 1935 році на ньому відбувся перший футбольний матч: збірна Одеси — збірна СРСР (0:0). З 1936 року тут проводить свої ігри головна команда міста — «Чорноморець», раніше носила назви «Динамо», «Металург», «Спартак» і «Харчовик».
18 травня 1936 був урочисто відкритий стадіон імені С. В. Косіора, споруджений за проектом архітектора Н. М. Канівського. Назви спортивної арени неодноразово змінювалися: з 1938 по 1944 рік — стадіон парку імені Т. Г. Шевченка, в 1945—1957 роках — Центральний стадіон «Харчовик», в 1958 році — стадіон «Авангард», в 1959—2003 роках — Центральний стадіон ЧМП, з грудня 2003 року — Центральний стадіон «Чорноморець».
У роки війни арена була зруйнована, і знову змогла прийняти спортсменів восени 1946 року після відновлювальних робіт. Місткість трибун головного спортивного ядра коливалася від 25 до 50 тис. місць. Після установки на початку XXI століття індивідуальних пластикових сидінь, за змаганнями на стадіоні могли спостерігати близько 35 тис. глядачів.
У 1972 році за північними трибунами було встановлено електронне табло. У 1987 році його замінили новим, а в 2008 на протилежній стороні арени з'явився кольоровий інформаційний екран, який дозволяє демонструвати відеофрагменти матчів.
На стадіоні в парку імені Тараса Шевченка проходили міжнародні поєдинки за участі провідних команд світу — «Інтер» (Мілан), «Фламенго» (Ріо-де-Жанейро), «Лаціо» (Рим), «Вердер» (Бремен), «Реал» (Мадрид), «Монако», «Ланс» (Франція). Тут «Чорноморець» брав «бронзу» чемпіонату СРСР (1974), вигравав Кубок Федерації футболу СРСР (1990), прокладав шлях до двох Кубків України (1992, 1993/94), посідав призові місця у чемпіонаті України.
За довгу історію Центрального стадіону «Чорноморець» на газон спортивної арени виходило безліч видатних футболістів. За час існування стадіону на ньому відбулися понад тисячу офіційних футбольних матчів.
До реконструкції арени, яка закінчилася восени 2011 р., стадіон «Чорноморець» приймав матчі за Суперкубок України з футболу в 2004, 2005, 2006 та 2007 роках. Після реконструкції стадіон прийняв матчі за Суперкубок України з футболу в 2013, 2015, 2016, 2017, 2018 та 2019 роках.
Стадіон «Чорноморець» є рекордсменом по числу проведених на ньому матчів за Суперкубок України — десять, а також тримає рекорд глядацької аудиторії для цих матчів, коли 9 липня 2005 р. матч між донецьким «Шахтаром» і київським «Динамо» відвідали 34 400 глядачів.

### Назви
- 1936—1938 — «Стадіон імені Станіслава Косіора»
- 1938—1944 — «Стадіон парку імені Шевченка»
- 1945—1957 — центральний стадіон «Харчовик»
- 1958 — «Авангард»
- 1959—2003 — центральний стадіон Чорноморського морського пароплавства
- 2003—2011 центральний стадіон «Чорноморець»
- з 19.11.2011 — Стадіон «Чорноморець»

## Новий стадіон
3 вересня 2008 року на Центральному стадіоні «Чорноморець» була забита перша паля нової арени.
За проектом стадіон буде мати 34 858 місць. З них 600 — для преси, 192 — для VIP персон в ложах, 120 — для людей з обмеженими фізичними можливостями. Передбачено 20 точок для розміщення телевізійних камер, 80 місць для теле- і радіокоментаторів. На автостоянці стадіону одночасно зможуть знаходитися 595 автомобілів.
Особливості архітектури: При будівництві використані унікальні архітектурні рішення зовнішнього вигляду фасаду стадіону, який повторює архітектуру основних історичних будівель міста: — Одеського національного академічного театру опери та балету;
— Будівля міської Думи (стара біржа);
— Елементи стіни «Карантинної фортеці»;
— Узагальнений образ готелів міста — «Лондонська», «Червона», «Чорне море».
Нова арена в цифрах
• площа скління фасаду будівлі стадіону — 13 000 м².
• висота стадіону від рівня поля до його найвищої точки — 31 м.
• загальна площа всіх рівнів арени — 83 289 кв.м.
• 78 % трибун захищені від опадів дахом стадіону.
• 9 пунктів першої медичної допомоги.
• 30 фаст-фудів, фан-кафе, 2 бари, 1 ресторан (2 зали — «Золотий», «Срібний» (спортивний).
• 186 прожекторів, змонтованих по периметру даху арени, забезпечують рівень освітлення стадіону — 1700 люксів.
• Камер відеоспостереження — 186.
• Площа кожного з 2-х світлодіодних екранів-табло — 66 кв.м.
Арена оснащена підігрівом футбольного поля та сучасною системою штучного освітлення. На стадіоні буде розміщено два інформаційних табло з кольоровими екранами. Реконструйований стадіон відкрито 19 листопада 2011 року грою прем'єр-ліги з львівськими «Карпатами» (2:2).
22 травня 2020 року Фонд гарантування вкладів продав стадіон «Чорноморець» американській компанії «Allrise Capital» за 193,8 мільйона гривень (7,24 мільйона USD).
У лютому 2023 року фасад стадіону «Чорноморець» дерусифікували. 

### Власники
- 19.11.2011 — 21.05.2020   «Імексбанк»
- з 16.07.2020  «Allrise Capital»

## Скандали
20 липня 2021 року поле стадіона «Чорноморець» перетворилося на грядку після концерту українського співака Монатіка. Крім того, 24 липня 2021 року на стадіоні відбувся концерт Максима Коржа. У зв'язку з непридатністю поля для проведення матчу ФК «Чорноморець» зіграв домашню гру УПЛ з «Дніпро-1» на стадіоні «Дніпро-Арена».

## Важливі спортивні події на стадіоні

### Ігри національних збірних

#### СРСР
| Дата           | Турнір | Господарі | Рахунок | Гості          | Голи             |
| -------------- | ------ | --------- | ------- | -------------- | ---------------- |
| 20 травня 1974 | ТМ     | СРСР      | 0:1     | Чехословаччина | 0:1 — Нєгода 53' |

#### Україна
| Дата              | Турнір   | Господарі | Рахунок | Гості     | Голи                                                     |
| ----------------- | -------- | --------- | ------- | --------- | -------------------------------------------------------- |
| 27 квітня 1993    | ТМ       | Україна   | 1:1     | Ізраїль   | 0:1 — Харазі 55' 1:1 — Коновалов 78'                     |
| 28 березня 2007   | КЧЄ-2008 | Україна   | 1:0     | Литва     | 1:0 — Гусєв 47'                                          |
| 26 березня 2013   | КЧС-2014 | Україна   | 2:1     | Молдова   | 1:0 — Ярмоленко 61' 2:0 — Хачеріді 70' 2:1 — Суворов 80' |
| 24 березня 2016   | ТМ       | Україна   | 1:0     | Кіпр      | 1:0 — Степаненко 40'                                     |
| 12 листопада 2016 | КЧС-2018 | Україна   | 1:0     | Фінляндія | 1:0 — Кравець 24'                                        |
| 11 листопада 2021 | ТМ       | Україна   | 1:1     | Болгарія  | 0:1 — Кирилов 35" 1:1 — Степаненко 79"                   |